# Eumasia arenatella
Eumasia arenatella är en fjärilsart som beskrevs av Walker 1864. Eumasia arenatella ingår i släktet Eumasia och familjen säckspinnare. Inga underarter finns listade i Catalogue of Life.